# Відкритий чемпіонат США з тенісу 1968
Відкритий чемпіонат США з тенісу 1968 проходив з 29 серпня по 8 вересня 1968 року на трав'яних кортах  району  Форрест-Гіллс, Квінз. Нью-Йорк. Це був четвертий турнір Великого шолома календарного року. 

## Огляд подій та досягнень
Це був перший Відкритий чемпіонат США, тобто професіонали отримали право брати участь у ньому, і турнір мав призовий фонд 100 тис. доларів. 
У чоловіків переміг Артур Еш. Це був його перший титул Великого шолома й єдиний титул чемпіона США. Еш був ще зареєстрований як любитель, тому 14 тис. доларів за перемогу не забрав. Замість нього гроші отримав фіналіст Том Оккер. 52-річний Френк Паркер досі залишається найстаршим учасником турнірів Великого шолома в одиночному розряді.
У жінок Вірджинія Вейд уперше перемогла в турнірі Великого шолома й єдиний раз у США. Вона забрала 6 тис. доларів призових.
У парному чоловічому розряді Боб Лутц та Стен Сміт здобули свої перші парні титули Великого шолома. 
У жінок Марія Буено виграла 11-ий і останній парний титул Великого шолома, 4-ий у США, а її партнерка Маргарет Корт виграла парні змагання в мейджорах вдесяте і вдруге стала парною чемпіонкою США.

## Результати фінальних матчів

### Дорослі
| Одиночний розряд. Чоловіки Детальніше   |                                |                           |
| Артур Еш                                | Том Оккер                      | 14–12, 5–7, 6–3, 3–6, 6–3 |
|                                         |                                |                           |
| Одиночний розряд. Жінки Детальніше      |                                |                           |
| Вірджинія Вейд                          | Біллі Джин Кінг                | 6–4, 6–2                  |
|                                         |                                |                           |
| Парний розряд. Чоловіки Детальніше      |                                |                           |
| Боб Лутц Стен Сміт                      | Артур Еш Андрес Хімено         | 11–9, 6–1, 7–5            |
|                                         |                                |                           |
| Парний розряд. Жінки Детальніше         |                                |                           |
| Марія Буено Маргарет Корт               | Розмарі Касалс Біллі Джин Кінг | 4–6, 9–7, 8–6             |
|                                         |                                |                           |
| Мікст                                   |                                |                           |
| Змагання в цій категорії не проводилися |                                |                           |

## Виноски
1. ↑  1968 US Open Men's Singles draw. ATP. Архів оригіналу за 23 квітня 2015. Процитовано 23 серпня 2018.
2. ↑  1968 US Open Women's Singles draw. ITF.
3. ↑  1968 US Open Men's Doubles draw. ATP. Архів оригіналу за 23 квітня 2015. Процитовано 23 серпня 2018.
4. ↑  1968 US Open Women's Doubles draw. ITF.